# SŽD-Baureihe П24
|  | Dieser Artikel wurde aufgrund von akuten inhaltlichen oder formalen Mängeln auf der Qualitätssicherungsseite des Portals Bahn eingetragen. Bitte hilf mit, die Mängel dieses Artikels zu beseitigen, und beteilige dich bitte an der Diskussion. Artikel, die nicht signifikant verbessert werden, können gelöscht werden. |

Die SŽD-Baureihe П24 war eine russische Schmalspur-Dampflokomotive für 750-mm-Spurweite.

## Geschichte
Schon vor dem Zweiten Weltkrieg wurden immer größere Anforderungen an die russischen Werksbahnen gestellt, weshalb die Lokfabrik Kolomna die neue Baureihe 159 entwickelte. Von 1930 bis 1941 lieferten die vier Lokfabriken Kolomna, Podolsk, Newski und Nowotscherkassk rund tausend Exemplare dieser neuen 0-8-0-Loktype mit vier Tonnen Achslast. Alle waren mit einem zweiachsigen Tender ausgerüstet und die Höchstgeschwindigkeit betrug 25 km/h. Bis 1946 blieb die Baureihe 159 die Standardlok der russischen Industriebahnen. Die Baureihe 159 erwies sich jedoch nicht als sehr erfolgreich, weshalb man sich ab 1941 dazu entschied, eine verbesserte und modernisierte Version dieser Baureihe in Betrieb zu nehmen, die über größere Kessel, Feuerbüchsen und Tender verfügte.
Es entstand die Baureihe П24. Diese Lokomotiven wurden mit dreiachsigen Tendern mit einem größeren Fassungsvermögen ausgerüstet. Der Achsdruck betrug auch weiterhin vier Tonnen. Bis September 1941 wurden nur neun Lokomotiven gebaut. Sie wurden auch schon als Prototypen der späteren Nachkriegsbaureihe ПТ4 bezeichnet. Und tatsächlich ist die П24 das Vorbild mehrerer Nachfolger-Baureihen, die nach dem Krieg in großen Stückzahlen von den Fabriken in Russland, China, Finnland, Polen, Ungarn und Tschechoslowakei geliefert wurden. Ursprünglich sollte auch Großbritannien die D-Kuppler an die UdSSR liefern, was infolge des Kalten Krieges jedoch nicht gelang. Stattdessen wurden daraufhin in Ungarn 240 Loks des Typs KV4 hergestellt. Die größte Stückzahl jedoch erreichte der russische Typ VP4 mit über 2300 gelieferten Maschinen.
Verteilt waren sie auf die Baureihen ПТ4, VP4, KF4, KP4, KC4, KV4 und C2. Insgesamt wurden von allen Baureihen von 1930 bis 1988 fast 6300 Maschinen gebaut. Die Lokomotiven wurden in den Spurweiten 750 mm und 762 mm gebaut sowie auch für Rechtsverkehr.

## Technische Merkmale
Die Lokomotiven verfügten über vier Kuppelachsen (Achsfolge D) und einen dreiachsigen Tender. Sie hatten alle ein Gesamtgewicht von 28 Tonnen und eine Achslast von vier Tonnen.